# Iligan
Iligan – miasto na Filipinach w regionie Mindanao Północne, w północno-zachodniej części wyspy Mindanao, nad morzem Bohol. W 2010 roku liczyło 261 791 mieszkańców.

## Współpraca
- Cagayan de Oro, Filipiny
- Makati, Filipiny
- Dipolog, Filipiny
- Butuan, Filipiny